# Christine Königsmann
Christine Königsmann (* 11. Januar 1996) ist eine deutsche Handballspielerin im rechten Rückraum. Sie war bis 2020 deutsche Nationalspielerin im Beachhandball. Hier spielt sie auf dem rechten Flügel oder als Specialist.
Königsmann studierte von 2014 bis 2019 an der TU München. 2017 machte sie ihren Bachelor-Abschluss in Gesundheitswissenschaften, 2019 ihren Master in Health Science. Sie arbeitet als Ernährungsberaterin und Gesundheitsmanagerin. Sie ist Tochter von Manfred Königsmann, dem Trainer der Brüder Ismaning und früheren Co-Trainer der deutschen Frauen-Nationalmannschaft im Beachhandball.

## Hallenhandball
Christine Königsmann gewann mehrere bayerische Meisterschaften im Jugendbereich und spielte zwei Jahre in der A-Juniorinnen Bundesliga. Zudem wurde sie in die deutschen U15-, U16- und U17-Nationalmannschaften berufen. Sie spielte 2013/14 für den TSV Ismaning, 2014/15 für den HCD Gröbenzell, 2015 bis 2017 für den Zweitligisten TSV Haunstetten und seit 2017 wieder für den HCD Gröbenzell, zunächst ein Jahr in der 2. Handball-Bundesliga und anschließend in der 3. Liga. Im Jahr 2023 kehrte sie mit Gröbenzell in die Zweitklassigkeit zurück.
Während ihrer Zeit beim TSV Haunstetten hatte Königsmann eine schwere Kreuzbandverletzung.

## Beachhandball
Nachdem der DHB nach acht Jahren Pause wieder mit deutschen Beachhandball-Nationalmannschaften an internationalen Turnieren teilgenommen hatte, gehörte Königsmann zur ersten Generation der Juniorinnen-Nationalmannschaft. Mit der U19-Nationalmannschaft nahm sie an den Junioren-Europameisterschaften 2015 in Lloret de Mar teil. Von den vier Vorrundenspielen wurde nur eines gegen die ungarische Übermannschaft verloren, die bis dato alle U18- und U-19-Titel bei den Mädchen in Europa gewonnen hatte. Als Gruppenzweite zogen die Deutschen in das Halbfinale, wo sie Spanien unterlagen. Im Spiel um den dritten Platz gelang ein Sieg gegen Russland und damit der Gewinn der Bronzemedaille. Mit 76 Punkten in fünf Spielen war Königsmann überaus treffsicher, abgesehen vom Halbfinale, in dem Michelle Dürrwald einen Punkt mehr erzielte, war sie in jedem Spiel beste deutsche Werferin.
Direkt im Anschluss nahm Königsmann wie Kirsten Walter nun auch mit der A-Nationalmannschaft an selber Stelle an ihren ersten Beachhandball-Europameisterschaften teil. Die vollständig neu formierte Mannschaft spielte anders als die Nachwuchsmannschaft kein gutes Turnier. Zunächst wurden alle sechs Vorrundenspiele verloren, danach die beiden ersten Spiele der in einer Liga ausgespielten Platzierungsrunde. Erst das allerletzte Spiel gegen Montenegro konnte gewonnen werden und Deutschland platzierte sich vor Montenegro auf den vorletzten Platz. Königsmann kam in allen neun Spielen zum Einsatz und erzielte dabei 29 Punkte. Gegen die Schweiß war sie mit sechs Punkten beste deutsche Werferin.

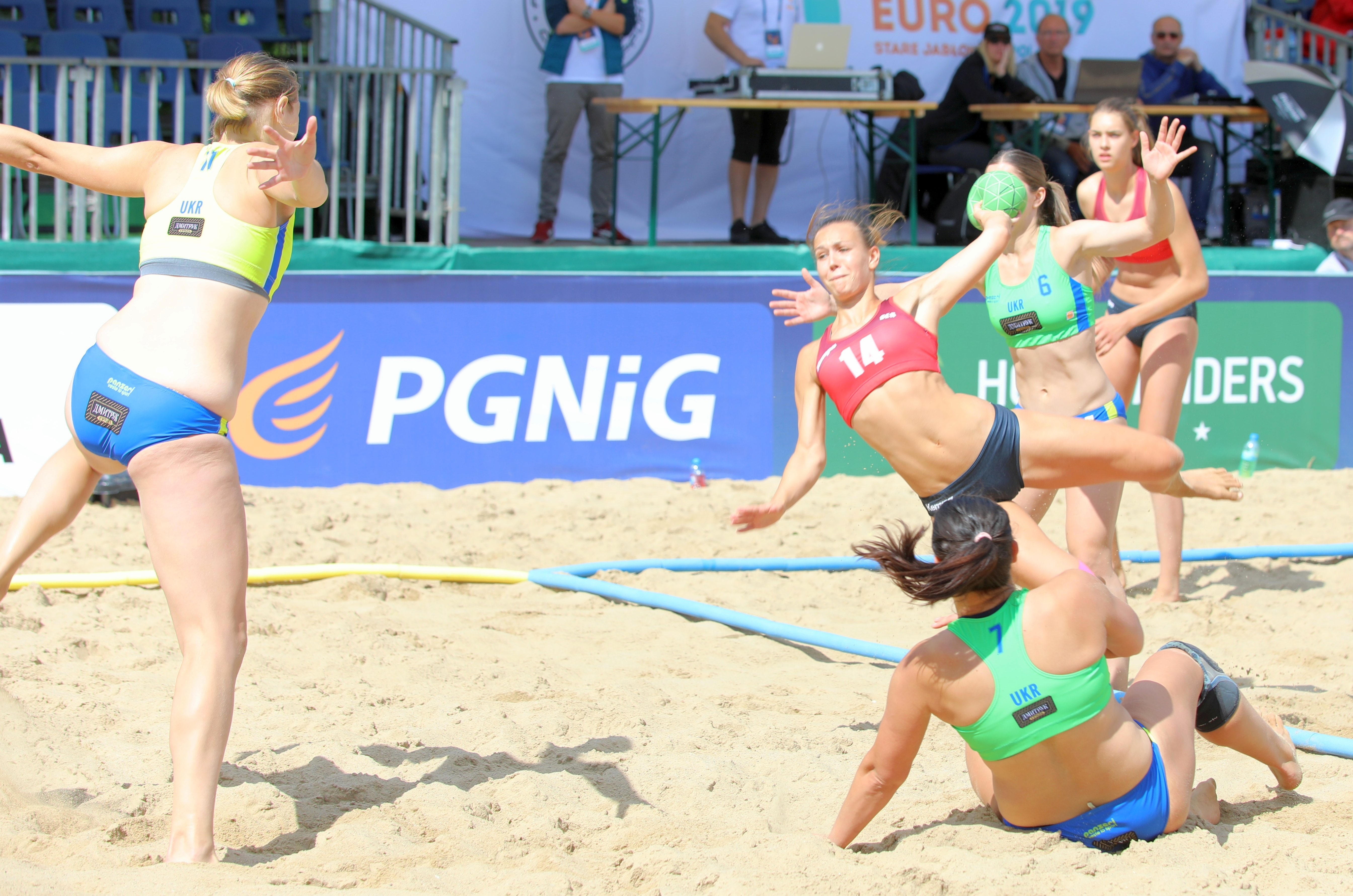
Königsmann beim Torwurf im Vorrundenspiel der EM 2019 gegen die Ukraine

Erst 2019 nahm Königsmann in Stare Jabłonki, Polen an ihren zweiten Europameisterschaften teil. Zwei Jahre zuvor hatte die Mannschaft ohne sie erneut nur den vorletzten Platz erreicht. Nach einer Vorrunde mit zwei Siegen und zwei Niederlagen sowie fünf gewonnenen und fünf verlorenen Sätzen qualifizierte sich das deutsche Team als Gruppendritte für die Hauptrunde. Dort schlug man zunächst die amtierenden Weltmeisterinnen aus Griechenland, verlor dann aber gegen Spanien und schlug im dritten und letzten Spiel die Italienerinnen. Das deutsche Team ging als Vorletztes Team ihrer Hauptrundengruppe in die KO-Phase, wo es zunächst die Mannschaft der Schweiz deutlich mit 2:0 besiegte. Es folgte ein hart umkämpfter und erst im Shootout besiegelter Sieg gegen die Gastgeberinnen aus Polen. Im letzten Spiel nach einer kräftezehrenden Meisterschaft unterlag das junge Team der Vertretung aus Russland und belegte Platz zehn. Königsmann kam erneut in allen Spielen zum Einsatz und erzielte mit 70 Punkten nach Toni-Luisa Reinemann gemeinsam mit Amelie Bayerl die zweitmeisten deutschen Punkte.
National gehört Königsmann zu den Gründungsmitgliedern des Spitzenvereins Brüder Ismaning. 2014, 2016 und 2017 gewann sie mit dem Verein den Titel bei den Deutschen Meisterschaften; 2019 und 2022 wurde sie mit ihrer Mannschaft Dritte, 2021 DM-Vierte. 2015 wurde sie mit den „Brüdern“ Fünfte beim EHF Beach Handball Champions Cup, 2016 Elfte und 2017 Vierte.